# Угаб
Угаб е пресъхваща река, която извираща от района на Дамараленд, разположена в регион Еронго, северозападна Намибия. Дължината на реката е 450 км, като се влива при Угабмунд в Атлантическия океан, общата площ на водосборния район на реката е 28 400 км2.
Притоците на Угаб са Ерунду, Озонгомбо, Окомизе и Уис.
Реката тече над повърхността на пясъчното си корито само няколко дни всяка година, но дори през по-голямата част от сухия сезон подземните й водни повърхности на места са като басейни и осигуряват важен ресурс за видовете в района на Дамараленд в Северна Намибия. Средният отток на Угаб е приблизително 20 милиона кубически метра годишно, нейната водосборна площ (включително притоците й) се оценява на между 24 800 и 29 355 квадратни километра (11 334 квадратни мили).
Реката осигурява вода за видове като редкия пустинен слон, както и жирафа, планинската зебра и най-голямата популация на свободно движещи се черни носорози в света. Районът на дивата природа на Угаб е създаден тук, за да защити бъдещето на тези редки животни. Важни туристически дестинации са Брандберг, кратерът Дорос и Вингерклип, населените места в водосборния й район са градовете Оуджо и Очиваронго, както и селищата Калкфелд, Оматет и Уис. 